# Ceccolino Michelotti
Ceccolino Michelotti (* um 1353 in Perugia; † August 1419 in Narni) war ein italienischer Condottiere.

## Leben
Ceccolino wurde in Perugia als Sohn von Michelotti di Tebaldo und Baldina (Nachname unbekannt) geboren. Er hatte drei Brüder: Biordo, Sighinolfo und Egano.
Er wurde erstmals am 5. Juni 1393 erwähnt, als er die Festung Castel della Pieve einnahm. Im April 1397 kämpfte er im Dienste des Herzogs von Mailand, Gian Galeazzo Visconti, gegen Florenz. Er wurde von seinem Bruder Biordo zurückgerufen, der ihm Todi anvertraute. Im März 1398 wurde sein Bruder Biordo von Mitgliedern seiner eigenen Partei ermordet. Dadurch wurde Michelotti die Herrschaft über Perugia entzogen.
Am 26. Mai 1398 verließ er Todi, um seinen Mitbürgern beizustehen, die von Braccio da Montone und den Söldnern von Bonifatius IX. angegriffen wurden. Die anschließenden Friedensverhandlungen zwischen Perugia und dem Papst konnten unter florentinischer Vermittlung abgeschlossen werden. Perugia musste eine hohe Summe zahlen, Assisi und Trevi wurden an den Kirchenstaat abgetreten. Mit der Abtretung des Vikariats von Castel della Pieve und Gualdo im Dezember 1399 versuchte der Papst, die Familie Michelotti an sich zu binden.
Es wurden Verhandlungen mit Gian Galeazzo Visconti aufgenommen, der seit geraumer Zeit bestrebt war, seine Eroberungen auf Kosten von Florenz auszudehnen, was für Perugia heikel war. Der Verkauf von Pisa (Februar 1399) und die Abtretung von Siena an Gian Galeazzo (November) machten die Abtretung Perugias unumgänglich, die am 19. Januar 1400 formell vollzogen wurde. Die von Gian Galeazzo zur Verfügung gestellten Truppen ermöglichten es der Stadt, sich gegen die Päpste zu verteidigen und die Einmischung anderer Mächte zu verhindern. Der Vertrag verpflichtete die Gemeinde, Ceccolino und seinen Brüdern die Privilegien zu gewähren, die einst Biordo genossen hatte. Mit den bewaffneten Truppen konnte Michelotti Assisi, Spello, Bastia und die Festung Casalina zurückerobern, die dem Abt Francesco Guidalotti gehörten, der für die Ermordung seines Bruders verantwortlich war.
Im Mai 1401 besetzte Michelotti mit den herzoglichen Söldnern Spello und eroberte im September Collepino, verlor aber Anfang 1402 die Kontrolle über Nocera Umbria. Im Mai 1403 wurde Michelotti mit 1200 Reitern im Dienste von Caterina Visconti, der Regentin des Herzogtums, zusammen mit Ottobuono Terzi da Parma von den päpstlichen Truppen und vor allem von Braccio da Montone besiegt, was den Verlust von Assisi und seiner Festungen zur Folge hatte.
Der Verzicht Caterinas auf die Herrschaft über die umbrischen Gebiete im September 1403 veranlasste Perugia zu einem Abkommen mit dem Papst. Michelotti führte die Verhandlungen mit Giannello Tomacelli, dem Generalkapitän der päpstlichen Truppen. Michelotti gelang es, für sich und seine Familie eine Reihe von Vorteilen herauszuschlagen:
Der Besitz von Bastia mit seinen Mühlen und Befestigungen wurde garantiert, bis die Apostolische Kammer ihnen die von Biordo investierten Summen zurückerstattete;
Die Ehefrau Michelottis, Ludovica di Cante Gabrielli, wurde in ihren Rechten an der Burg Biscina bei Gubbio bestätigt, die sie von ihrem Vater geerbt hatte; die Versetzung des Bischofs Odoardo Michelotti innerhalb von vier Monaten von der Diözese Chiusi in die Diözese Perugia wurde ebenso garantiert wie die Schenkungen und Steuerbefreiungen, die der Familie Michelotti von Perugia gewährt worden waren. 1404 wurde Sighinolfo, Egano und Michelotti das Vikariat von Castel della Pieve und Gualdo für 29 Jahre gegen eine symbolische Gebühr von zwei Fasanen und einem Netzhund übertragen.
Als Bonifatius IX. am 1. Oktober 1404 in Rom starb, übernahm Michelotti für den Kirchenstaat die Festungen Spello, Cannara und Coldimancio. Als Papst Innozenz VII. am 6. August 1405 nach Viterbo fliehen musste, stellte Michelotti ihm eine Eskorte für seine Flucht zur Verfügung.
Im Januar 1407 bat eine perugianische Gesandtschaft den neuen Papst Gregor XII., Michelotti wieder in den Dienst der Kirche zu stellen und ihn mit der Verteidigung der Stadt zu beauftragen. Um zu verhindern, dass Braccio aus den Marken in das Gebiet von Perugia zurückkehrte, befand sich Michelotti im März 1408 an den Grenzen der Marken. Der König von Neapel, Ladislaus von Anjou Durazzo, plante die Besetzung Roms und einen Feldzug gegen Florenz. Beunruhigt durch das Abkommen zwischen Braccio und Ladislaus beschlossen die Peruginer, dem König die Stadt anzubieten. Am 5. Juni nahm der König das Angebot von Michelotti und Onofrio Bartolini an und beauftragte Michelotti und seinen Hauptmann Giacomo Galgani, die Stadt in Besitz zu nehmen. Der am 19. des gleichen Monats unterzeichnete Vertrag bestätigte Michelotti und seinen Brüdern ihren Besitz, dem sie im Juni 1409 Spello, Gualdo Cattaneo und Collemancio hinzufügten.
Im Januar 1410 bat Michelotti den Herrscher von Neapel um Hilfe, da seine schlecht bezahlten Kompanien nicht ausreichten, um Perugia zu verteidigen. Auch mit 800 Reitern, die ihm Ladislaus schickte, konnte Michelotti Torgiano nicht zurückerobern. Nach dem Friedensschluss zwischen Ladislaus und dem Gegenpapst Johannes XXIII. ließen die Angriffe nach. Die Versetzung Braccios nach Bologna ermöglichte es Michelotti, Nocera zurückzuerobern.
Am 1. Juli 1414 hielt sich Ladislaus auf Einladung von Sighinolfo Michelotti und Raniero Montemilini in Perugia auf, wo er erkrankte oder vergiftet wurde und im darauffolgenden August starb. Der Tod des Herrschers veranlasste die Perugianer, der Thronfolgerin von Neapel, der Schwester von Ladislaus, Johanna II., ein Beglaubigungsschreiben zu senden, um Michelotti und Sforza als Hauptläute zu bestätigen und ihnen das Geld zuzusichern, das ihr Bruder ihnen gewährt hatte.
Die Rückkehr Braccios nach Umbrien in der ersten Aprilhälfte 1415 veranlasste die Perugianer, Michelotti, der sich in Neapel aufhielt, um Hilfe zu bitten. Braccio seinerseits wollte die Abwesenheit Michelottis ausnutzen und startete Anfang Mai einen Angriff auf Perugia, das nur dank des heldenhaften Widerstandes nicht erobert wurde. Perugia bot Carlo Malatesta das Kommando über die Stadt an, der es annahm. In den ersten Julitagen versuchte Michelotti, sich mit den Kompanien Malatestas in Assisi zu vereinigen, wurde aber bei Spello von Braccio überrascht. Der Angriff konnte abgewehrt werden und am 12. Juli kam es zur großen Schlacht zwischen Collestrada und Sant’Egidio, die mit dem Sieg Braccios und der Gefangennahme der Hauptleute im Sold Perugias endete.
Michelotti und sein Neffe Guido, die getrennt in Fratta bzw. Narni inhaftiert waren, wurden im August 1419 nach einem von Ludovico Michelotti mit Papst Martin V. abgesprochenen Angriff auf Braccio hingerichtet.